# Schaakklub Souburg
Schaakklub Souburg, kortweg S.K. Souburg of SKS, is een schaakvereniging in Oost-Souburg en is opgericht op 22 oktober 1976 door Jean de Decker.
Hiervoor heeft de club ook al eens bestaan in de negentienvijftiger jaren.
Het feit dat de oprichter Belgisch is, verklaart de schrijfwijze van ‘schaakklub’ met een ‘k’: in Vlaanderen spreekt men namelijk niet over Schaakclub, maar over Schaakkring.

## Competitie
SKS I komt uit in de derde klasse KNSB, waarin het in het seizoen 2009-2010 de tweede plaats behaalde. SKS II speelt in de hoofdklasse van de Zeeuwse Schaakbond. Verder speelt Schaakklub Souburg in de avondcompetitie met Souburg A en Souburg B in de eerste klasse en Souburg C in de tweede klasse.
Souburgse jeugdspelers doen sinds jaar en dag mee aan de Zeeuwse kampioenschappen, vaak met succes. Enkelen hebben zelfs de Nederlandse jeugdschaakkampioenschappen gehaald. Door het afnemend aantal jeugdleden, waar ook de Zeeuwse Schaakbond mee te kampen heeft, is Souburg enige jaren niet actief geweest met jeugdteams. In het seizoen 2012-2013 werd echter nieuw leven geblazen in de jeugdteams, en prompt werd het E-team Zeeuws kampioen.

## Toernooien en evenementen
SKS organiseert jaarlijks een aantal schaaktoernooien. Zo is zij onder andere betrokken bij de organisatie van het internationale Hogeschool Zeeland Schaaktoernooi in Vlissingen en organiseert het jaarlijkse Zeeuwse kampioenschappen doorgeefschaken, snelschaken, het traditionele Oliebollentoernooi en het zogenaamde 'Schaakkroegentoernooi' in de binnenstad van Vlissingen. In dat toernooi spelen deelnemers in tweetallen en gaan ze steeds voor een volgende ronde naar een ander café.
Hoogtepunt was het organiseren van een simultaan tegen toenmalig wereldkampioen Anatoli Karpov.